# StuffIt Expander
Pour les articles homonymes, voir expander (homonymie).
StuffIt Expander est un logiciel propriétaire de décompression de données développé par Allume Systems, une filiale de Smith Micro Software, plus connue sous son ancien nom, Aladdin Systems.
StuffIt Expander est gratuit et son éditeur rend disponible des fichiers exécutables pour plates-formes Mac OS X et Microsoft Windows ; par le passé des éditions Mac OS Classic et Linux x86 ont été proposées au téléchargement.